# Прухенсько-Мале
Прухенсько-Мале (пол. Prucheńsko Małe) — село в Польщі, у гміні Мнішкув Опочинського повіту Лодзинського воєводства.
Населення — 125 осіб (2011).
У 1975-1998 роках село належало до Пйотрковського воєводства.

## Демографія
Демографічна структура станом на 31 березня 2011 року:
|          | Загалом | Допрацездатний вік | Працездатний вік | Постпрацездатний вік |
| -------- | ------- | ------------------ | ---------------- | -------------------- |
| Чоловіки | 70      | 8                  | 52               | 10                   |
| Жінки    | 55      | 5                  | 31               | 19                   |
| Разом    | 125     | 13                 | 83               | 29                   |